# Sevillanas
Sevillanas è un film del 1992 diretto da Carlos Saura.